# Heroes and Villains
A Heroes and Villains Brian Wilson és Van Dyke Parks 1966-os dala, melyet eredetileg a Beach Boys befejezetlenül maradt SMiLE albumának központi darabjaként írtak. Hasonlóan a SMiLE-periódusban írt dalok többségéhez, a "Heroes and Villains" esetében is legalább három különböző verziót kell tárgyalni:
- az 1966-67-ben rögzített, a SMiLE albumra szánt változatot
- a Beach Boys által a következő évek során lemezre vett, némileg vagy teljesen átírt és újrarögzített variánst
- a 2004-ben Brian Wilson szólólemezeként kiadott SMiLE CD-n hallható verziót (általában ez tekinthető a dal "hivatalosan befejezett" változatának)

## SMiLE(1966-67)
A "Heroes and Villains" volt Wilson és Parks első közösen írt dala, és mindkét fél többször is megerősítette, hogy amint Brian eljátszotta a dallamot, Parks azonnal elő is állt a szöveg első sorával. A "Heroes and Villains" legalább tucatnyi zenei motívuma közül jó néhány visszatér a SMiLE-ra írt többi dalban és daltöredékben is.
A szám szövege jól példázza Parks játékos és többértelmű szerzői stílusát, a vadnyugati miliőbe helyezett "cowboy-indián-történet" nyilvánvalóan egyaránt merít Wilson és Parks érzéseiből, élményeiből és érdeklődési köréből. A "Surf's Up" és a "Cabinessence" mellett e dal szövege a legbonyolultabb és legösszetettebb a Beach Boys teljes életművében.
Az általános vélekedés szerint a "Heroes and Villains" volt az első, kimondottan a SMiLE projekthez írt dal, noha a "Barnyard" és az "I'm in Great Shape" szintén ugyanebben a periódusban, 1966 tavaszán íródtak.
Korai születése ellenére a dal felvételei közel egy évet emésztettek fel, Wilson számára értékelhető végeredmény nélkül. 1966 végén Brian a SMiLE összes többi dalán félbehagyta a munkát, hogy kizárólag az első kislemezdalnak szánt "Heroes and Villains"-re összpontosíthasson, ám több, mint húsz felvételi ülés, valamint számos radikálisan különböző mix összeállítása után sem volt elégedett a végeredménnyel.
Az 1967 januárjára beütemezett "Heroes and Villains" kislemez Chuck Britz hangmérnök állítása szerint kb. 7 perces hosszúságú lett volna, az A-oldalon a rádióknak szánt "Heroes and Villains Part 1"-nal, a B-oldalon pedig a jóval experimentálisabb "Part 2"-val. Ez a kétrészes mix azonban azóta sem került elő, és létezése is kétséges.
A SMiLE üléseiről az évek során a következő "Heroes and Villains"-mixek jelentek meg hivatalosan:
- "Heroes and Villains (alternate take)" – a Smiley Smile és a Wild Honey albumokat tartalmazó CD bónuszdalai között szerepel ez az 1967. januári mix, amelyből hiányzik a "just see what you've done" refrén, ugyanakkor szerepel benne az ún. "In the cantina" szekció, egy, az 1967 nyarán kiadott változatból kihagyott sor ("At threescore and five, I'm very much alive, I've still got the jive to survive with the heroes and villains"), és egy, a kiadott verzióétól teljesen eltérő elúszás.
- "Heroes and Villains (sections)" – az 1993-as Good Vibrations: Thirty Years Of The Beach Boys box set-en megjelent egy hat és fél perces, a "Heroes and Villains" témáinak rövid variációiból összeállított mix, amely a tévhitek ellenére nem az 1966-67-es üléseken készült, hanem kimondottan a box set-hez állította össze Mark Linett producer-hangmérnök a több órányi rendelkezésére álló szalagokból.
- Szintén a Good Vibrations box set-en jelent meg első alkalommal a "Heroes and Villains" főtémájának vokálok nélküli instrumentális alapja, amely meglepő hasonlóságot mutat Phil Spector 1966-os dalával, az Ike és Tina Turnerrel felvett "Save the Last Dance for Me"-vel.
- A 2001-es Hawthorne, CA című antológián jelent meg a "Heroes and Villains" sztereo remixe, amely felépítésében a Smiley Smile-féle változatot követi, azonban a SMiLE-üléseken felvett többsávos szalagokból állították össze.

## Smiley Smile(1967)
1967 nyarán, a SMiLE projekt összeomlása után Brian Wilson a nappalijában sebtében felállított stúdióban az eredeti, 66-67-es szalagok némelyikének felhasználásával készített egy hanyagul összevágott verziót, amelyre a Beach Boys új vokálokat énekelt fel, Wilson pedig utólagosan feljátszott egy orgonasávot. Ez a mix jelent meg a "Good Vibrations" kislemez várva várt folytatásaként július 31-én, mélyen kiábrándítva kritikusokat és rajongókat egyaránt.
Alan Jardine szerint Wilson szándékosan elszabotálta a dalt 1967 nyarán: "Brian eredeti víziójának gyenge másolatát adtuk ki kislemezen. Brian szándékosan alulprodukálta a dalt, amely így el is kallódott a 67-es nyár rengeteg korszakalkotó kislemeze között. Brian akarta azt, hogy elkallódjon, nem akart többé az élbolyba tartozni. Boldogtalan időszak volt."
A dal szólóvokálját a kiadott változatban Brian Wilson énekli, a Beach Boys koncertjein azonban az együttessel 1965 és 1976 között fel nem lépő Wilson helyett Jardine-ra hárult a feladat. A koncerteken a zenekar gyakran beleszőtte a dalba a "Do You Like Worms" című szám "Bicycle rider, see, see what you've done" sorát.

## SMiLE(2004)
A 2004 szeptemberében kiadott SMiLE CD-n szerepel a Wilson által teljes egészében újrarögzített és újrastruktúrált, véglegesnek tekinthető, öt perces változat, amely a következő szakaszokból épül fel:
1. A dalt a Crows együttes 1955-ös "Gee" című doo-wop slágeréből vett rövid idézet nyitja, majd egy többszólamú, a dal címét ismételgető vokálszekció és egy rövid trombitaszólam vezet át az "I've been in this town…" sorral kezdődő főtémához.
2. Ezt követi az 1967-es kislemez-változatban is hallható "Just see what you've done" refrén, amely után visszatér a főtéma.
3. Egy rövid vokálvariáció után az "In the cantina" szekció következik, majd megismétlődik a "Just see what you've done" refrén.
4. Egy újabb vokálszekció után a főtéma lelassított, western-filmzenékre emlékeztető variációja és a "Surf's Up" egyik motívumának rövid vonószenekari idézete vezet át a következő dalba, a "Roll Plymouth Rock"-ba.